# Sol León
Sol León (Córdoba, Spanje) is een Spaanse danseres en choreograaf. Zij volgde haar dansopleiding aan de Nationale Balletacademie in Madrid. In 1987 kwam zij naar Den Haag om bij NDT 2 te dansen, en in 1989 stroomde ze door naar NDT 1. Ze danste in premières van werken van Jiří Kylián, Hans van Manen, Mats Ek en Ohad Naharin. León bleef tot 2003 actief als danser om zich daarna volledig te wijden aan het choreograferen, samen met haar collega en (latere ex-)partner Paul Lightfoot. Van 2012 tot 2020 was Sol León artistiek adviseur naast Paul Lightfoot als artistiek directeur van het NDT.

## Samenwerking met Paul Lightfoot
Het choreografenduo Lightfoot / León creëerde ruim vijftig choreografieën voor het NDT. Hun werk is meermaals onderscheiden met dansprijzen en wordt wereldwijd uitgevoerd. In 2002 werden León en Lightfoot benoemd tot huischoreografen van NDT, een functie die zij gezamenlijk vervulden tot augustus 2020.
Over de samenwerking met Sol León zegt Lightfoot: 'De eerste jaren hadden de werken alleen mijn naam erop staan, maar Sol was zich er niet echt van bewust hoezeer ze me hielp. We gingen de studio in en werkten iets uit, en langzaam groeide deze samenwerking. Het is als een dialoog: we combineren onze ideeën, we respecteren elkaar en bewegen samen voorwaarts.'
Pas in 2001 werd officieel naar buiten gebracht dat de werken van Lightfoot vanaf het begin in 1990 in samenwerking met León waren gemaakt. Dat dit pas in 2001 gebeurde was enerzijds op het verzoek van León, anderzijds omdat het paar enige afwijzing bij het NDT ervoer met betrekking tot hun samenwerking. Tot die tijd stond León bij de werken van Lightfoot wel vermeld als producent van decors en kostuums.
De reden dat de werken van Lightfoot van begin af aan een titel hebben die met een S begint, was bedoeld om te verwijzen naar de bijdrage van Sol León en de werken aan haar op te dragen, aldus Lightfoot in een interview in 2008. In latere jaren verwijst de S naar hun dochter Saura Lightfoot León.

## Medewerking aan repertoire Lightfoot
- Spilt Milk (NDT, 1990), dans Sol León e.a.
- Step Lightly (NDT, 1991), decor en kostuums door Sol León
- Satchinananda (NDT, 1992), dans Sol León e.a.
- Seconds (NDT 1, 1992), kostuums Sol León, dans Sol León e.a.
- Sigue (NDT, 1993), dans Sol León en Paul Lightfoot
- Solitaire (NDT 2, 1994), decor en kostuums door Sol León
- Susto (NDT 3, 1994), kostuums Sol León, dans Sol León e.a.
- SH-Boom (NDT 1, 1994), dans Sol León e.a.
- So Sorry (NDT 3, 1994), kostuums Sol León
- Softly, as I leave you (NDT, 1994), decor en kostuums door Sol León, dans Sol León e.a.
- Skew-wiff (NDT 2, 1996), kostuums Sol León
- Start to Finish (NDT 1, 1996), kostuums Sol León, dans Sol León e.a.
- Shangri-la (NDT 1, 1997), kostuums Sol León, dans Sol León e.a.

## Repertoire Lightfoot & León
- Stilleven (NDT 1, 1997)
- Sad Case (NDT 2, 1998)
- Singing Apes (NDT 1, 1998)
- Small Moves (NDT 3, 1999)
- Speak For Yourself (NDT 1, 1999)
- Squeaky Wheel (NDT 3, 2000)
- Said and Done (NDT 2, 2001)
- Safe as Houses (NDT 1, 2001)
- Subject to Change (NDT 2, 2003)
- Shutters Shut (NDT 2, 2003)
- Signing Off (NDT 1, 2003)
- Source of Inspiration (NDT 1, 2004)
- drawn onward (NDT 1, 2004)
- SH-BOOM (adapted version, NDT 1, 2004)
- Postscript (NDT 2, 2005)
- Silent Screen (NDT 1, 2005)
- Shoot the Moon (NDT 1, 2006)
- Sleight of Hand (NDT 2, 2007)
- Sooner or Later (NDT 1, 2007)
- Same Difference (NDT 1, 2007)
- Passe-Partout (NDT 2, 2009)
- Sehnsucht (NDT 1, 2009)
- Limbo (NDT 1, 2009)
- Studio 2 (NDT 2, 2009)
- Swan Song (NDT 1, 2010)
- Schmetterling (NDT 1, 2010)
- Skipping over damaged area (NDT 1, 2011)
- Short time together (Het Nationale Ballet, ter gelegenheid van het jubileum, 2012)
- Shine a Light (NDT 1, 2012)
- School of Thought (NDT 1, 2013)
- Stop-Motion (NDT 1, 2014)
- Spiritwalking (NDT 1, 2014)
- Sad Case (adapted version, NDT 2, 2014)
- Schubert (NDT 2, 2014)
- Some Other Time (NDT 2, 2014)
- Short time together (Koninklijk Deens Ballet, Kopenhagen, 2015)
- Shut Eye (NDT 1, 2016)
- Singulière Odyssée (NDT 1, 2017)
- Sisters (NDT 1, 2017)
- Subtle Dust (NDT 2, 2018)
- Kunstkamer (NDT 1 & NDT 2, 2019)
- Postscript (NDT 2, 2020)
- Schmetterling (NDT 1, 2020)

## Solowerk
- She Remembers (dansfilm, 24', NDT, 2020), als afscheid van het NDT

## Prijzen en onderscheidingen
- Aanmoedigingsprijs voor Choreografie (samen met Lightfoot) van het Amsterdams Fonds voor de Kunst voor Seconds
- Nominatie Laurence Olivier Award voor Beste Dans Productie van het Jaar (samen met Lightfoot) voor SH-Boom (1994)
- Prijs van Verdienste 2003 van Stichting Dansersfonds ’79
- VSCD Dansprijs Zwaan beste dansproductie 2003-2004 (samen met Lightfoot) voor Shutter Shut en Subject to Change
- Prix Benois de la Danse (samen met Lightfoot) voor Signing Off (2005)
- Herald Archangel, Edinburgh International Festival (2006)
- VSCD Dansprijs Zwaan beste dansproductie 2005-2006 (samen met Lightfoot) voor Shoot the Moon

### Video's
- Interview met Lightfoot en León, 25 jaar jubileum (2014, Nederlands ondertiteld)
- Fragmenten repetities van Sleight of Hand en Speak for Yourself door het Ballet de l’Opéra national de Paris (2019; Engels, Frans ondertiteld)